# Заозёрный (Курган)
Заозёрный — жилой район в Кургане. Имеет микрорайонную планировочную структуру. Расположен в северо-западной части города Кургана (Курганская область, Российская Федерация). В Заозёрном жилом массиве проживает более 100 тысяч человек (2016), или треть населения города.
Заозёрный жилой массив проектировался для обеспечения жильём работников строящегося Курганского завода металлических мостовых конструкций, производящего мостовые конструкции для Байкало-Амурской магистрали. В связи с этим существовало неофициальное название этого района «БАМ». Впоследствии массовая застройка велась во исполнение программы СССР «Жильё 2000». После распада СССР темпы застройки значительно снизились, поэтому в нумерации существующих микрорайонов наблюдается разрыв (9 и 10, а также 12—15, 18 и последующие микрорайоны пока остаются на стадии проектов).

## История
- Основан (начало строительства) в 1979 году[3].
- Архитектор — Надежда Александровна Энгельке (1915—2009), проектный институт «Ленгипрогор», Ленинград.
- С 20 октября 1980 года по 1 декабря 1991 года Заозёрный жилой массив входил в Первомайский район г. Кургана.

В 2001 г. в 1-м «А» микрорайоне (согласно Генеральному плану, 12-й микрорайон) открылся Ледовый дворец спорта «Мостовик» (ныне — ЛДС им. Н. В. Парышева), возведённый на средства ЗАО «Курганстальмост» при поддержке Правительства Курганской области. В 2003 г. на неосвоенной территории 7-го микрорайона был разбит парк аттракционов «Курган-парк». В 2007 г. парк был перенесён на площадку у озера Чёрное и преобразован в Ландшафтный парк Заозёрного района.

## География
- Площадь — 9 км²
- Расстояние до центра города — 6 км (по прямой).

Жилой массив имеет границы:
- с юга: озеро Чёрное (Отстойник), неофициальное название Стакан. Район получил название из-за этого озера.
- с юга: ул. Фурманова, граница Северного посёлка.
- с юго-востока: река Чёрная
- с запада: железная дорога Курган — Шадринск — Екатеринбург.

С севера и востока чётких границ нет, так как планировалось расширение в этих направлениях.
Плановые пределы застройки:
- с востока: автодорога Курган — Шадринск — Екатеринбург.
- с севера: граница посёлка Левашово.

## Микрорайоны
- многоэтажная застройка:
  - 1 микрорайон
  - 1а микрорайон
  - 2 микрорайон
  - 3 микрорайон
  - 4 микрорайон — застроен наполовину
  - 5 микрорайон
  - 6 микрорайон
  - 6а микрорайон
  - 7 микрорайон
  - 8 микрорайон — начато строительство (построен 1 дом)
  - 11 микрорайон
  - 12 микрорайон — начато строительство (построено 3 дома и школа)
  - 15 микрорайон — начато строительство (построен ЖК "Европа")
  - 16 микрорайон — начато строительство

### Жилые комплексы
- на улице Алексеева расположен жилой комплекс "Яркий"
- на улице Витебского ООО "СЗ Град" ведёт строительство жилого комплекса "Районы-кварталы"
- в 1 микрорайоне ООО "Эверест" ведёт строительство жилого комплекса "Эталон"
- в 1 микрорайоне "vitamin девелопмент" ведёт строительство жилого комплекса "Первый"
- в 1а микрорайоне ГК "Сибирский газовик" ведёт строительство жилого комплекса "На Мальцева"
- в 1а микрорайоне ООО "СЗ Инвестстрой" ведёт строительство жилого комплекса "Гармония"
- во 2 микрорайоне расположен жилой комплекс "На Мальцева"
- во 2 микрорайоне ООО "Мостовик" расположен жилой комплекс "Мостовик"
- в 3 микрорайоне расположен жилой комплекс "Атлант"
- в 3 микрорайоне расположен жилой комплекс "Семейный"
- в 3 микрорайоне расположен жилой комплекс "Фамилия"
- в 3 микрорайоне расположен жилой комплекс "Пифагор"
- в 4 микрорайоне расположен жилой комплекс "Радуга"
- в 4 микрорайоне расположен жилой комплекс "Дружный"
- в 4 микрорайоне расположен жилой комплекс "Виктория"
- в 4 микрорайоне расположен жилой комплекс "Космос"
- в 4 микрорайоне расположен жилой комплекс "Эверест"
- в 4 микрорайоне ООО "СЗ Космос" ведёт строительство жилого комплекса "Квартал ботаники"
- в 5 микрорайоне ЗАО "Кургансельстрой" ведёт строительство жилого комплекса "Три богатыря"
- в 5 микрорайоне расположен жилой комплекс "Снегири"
- в 5 микрорайоне расположен жилой комплекс "Апельсин"
- в 5 микрорайоне расположен жилой комплекс "Видный"
- в 6а микрорайоне расположен жилой комплекс "Комфорт"
- в 7 микрорайоне ЗАО "Кургансельстрой" ведёт строительство жилого комплекса "Акварели"
- в 7 микрорайоне расположен жилой комплекс "Семёрочка"
- в 7 микрорайоне расположен жилой комплекс "Первомайский"
- в 7 микрорайоне расположен жилой комплекс "Седьмой континент"
- в 7 микрорайоне ООО "Битотек" ведёт строительство жилого комплекса "Трио"
- в 8 микрорайоне ООО "СЗ Стандарт" ведёт строительство жилого комплекса "Театральный"
- в 11 микрорайоне расположен жилой комплекс "Родные просторы"
- в 11 микрорайоне расположен жилой комплекс "Молодёжный"
- в 12 микрорайоне расположен жилой комплекс "Город Сказка"
- в 12 микрорайоне ООО "Космос" ведёт строительство жилого комплекса "Крылья"
- в 15 микрорайоне ГК "Сибирский газовик" ведёт строительство жилого комплекса таунхаусов "Европа"
- в 16 микрорайоне расположен жилой комплекс "ZAозёрный"
- в 16 микрорайоне ООО "СЗ Домострой" ведёт строительство жилого комплекса "Атмосфера"

## Достопримечательности
- ЛДС «Мостовик» им. Н. В. Парышева, 1а микрорайон, 7
- Подростковый центр «Мостовик», 1 микрорайон, 11/1
- КЦ «Современник», 3 микрорайон, 25
- Библиотека им. А. М. Горького, ул. Алексеева, 4
- Библиотека им. К. И. Чуковского, 2 микрорайон, 8
- Библиотека им. С. А. Васильева, 6 микрорайон, 4
- Ландшафтный парк, на берегу озера Чёрное (Отстойник, Стакан)
- Мемориальный комплекс им. Т. С. Мальцева, 3 микрорайон
- Строящийся парк 4-го микрорайона

## Учебные заведения
- 13 детских садов:
  - № 116 «Лучик», 1 микрорайон, 3

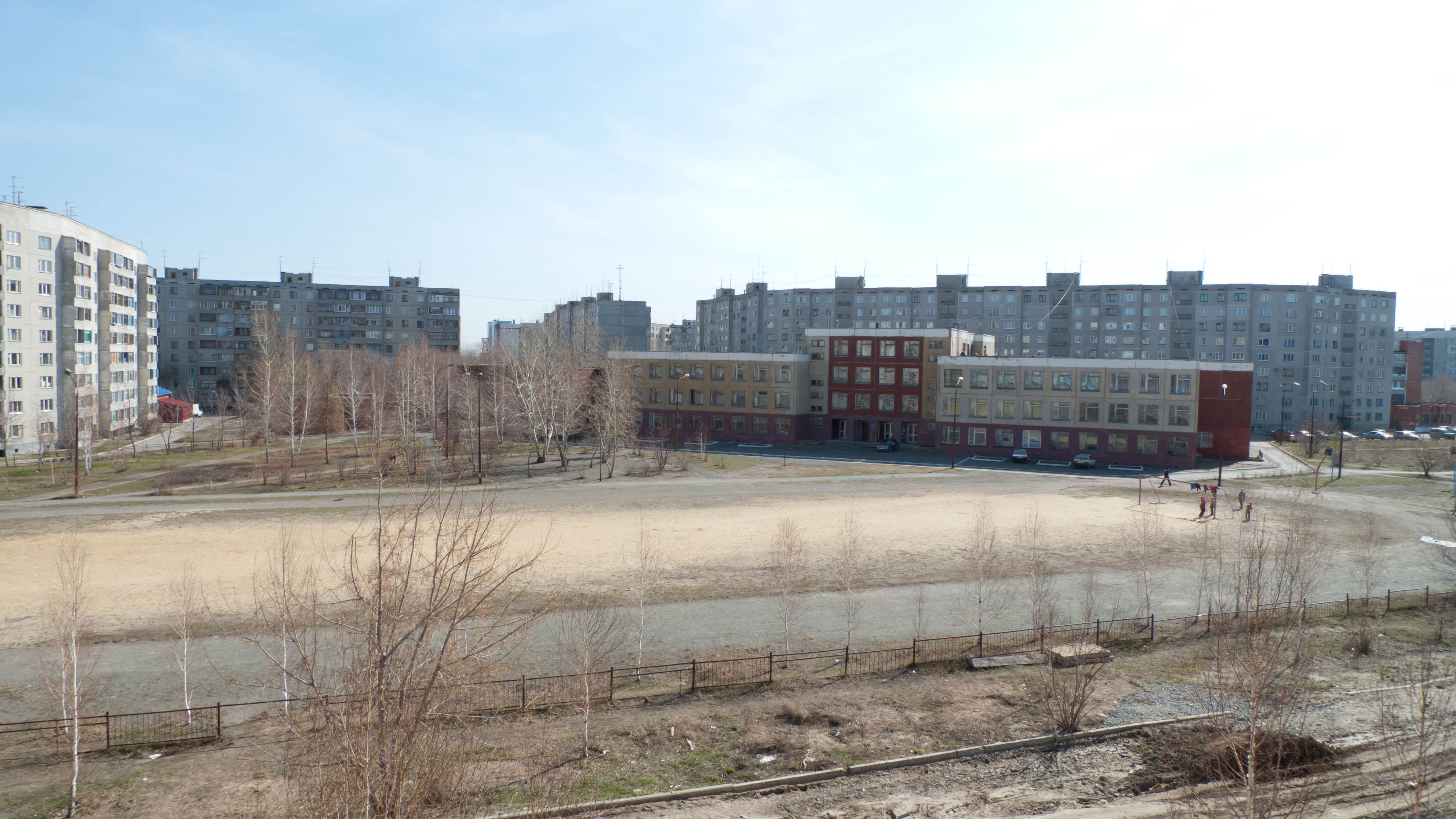
Школа № 5 в 6-м микрорайоне. Фото 2011 года.

  - № 119 «Теремок», 1а микрорайон, 5 (корпус 1), 4 микрорайон, 26 (корпус 2)
  - № 122 «Кораблик» компенсирующего типа, 2 микрорайон, 6
  - № 124 «Весенний», 2 микрорайон, 13
  - № 126 «Дружные ребята», центр развития ребёнка, 2 микрорайон, 1
  - № 129 «Антошка» общеразвивающего типа, 1 микрорайон, 34
  - № 130 «Звездочка», 3 микрорайон, 17
  - № 131 «Ветерок», 6 микрорайон, 9 (корпус 1), 6 микрорайон, 4а (корпус 2),7 микрорайон, 21 (корпус 3)
  - № 133 «Алые паруса» комбинированного типа, 3 микрорайон, 28а
  - № 134 «Крепыш» присмотра и оздоровления, 3 микрорайон, 11
  - № 135 центр развития ребёнка, 3 микрорайон, 18
  - № 138 «Дюймовочка» комбинированного типа, 6 микрорайон, 8 (корпус 1), 5 микрорайон, 13 (корпус 2)
  - № 142 «Веснушки», 5 микрорайон, 26 (корпус 1), 26а (корпус 2)
- 6 средних школ:
  - средняя общеобразовательная школа № 5, 6 микрорайон, 16а
  - средняя общеобразовательная школа № 7, 3 микрорайон, 4 (1 корпус), 3 микрорайон, 32 (2 корпус)
  - гимназия № 19, 5 микрорайон, 15
  - средняя общеобразовательная школа № 26, 2 микрорайон, 27 (1 корпус), 2 микрорайон, 7 (2 корпус, бывшая средняя образовательная школа №20);
  - средняя общеобразовательная школа № 52, ул. Алексеева, 14; также ведётся строительство нового 4 этажного здания школы по адресу 12 микрорайон, 32
  - средняя общеобразовательная школа № 56, 5 микрорайон, 23 (1 корпус), ул. Молодёжи, 35 (2 корпус, бывшая средняя образовательная школа №39)
- Курганский техникум сервиса и технологий, ул. Алексеева, 1а
- Курганский базовый медицинский колледж, ул. Алексеева 11

## Промышленные предприятия
- ЗАО «Курганстальмост», Загородная ул., 3
- ЗАО «Вилабратор Аллевар Курган», Загородная ул., 1[4]
- ЗАО «Курганшпунт», Загородная ул., 7

## Транспорт

### Улицы
- Проспект Маршала Голикова
- Проспект Первомайский
- Улица Алексеева
- Улица Витебского
- Улица Достовалова
- Улица Генерала Дубыниина
- Улица Епишева
- Улица Илизарова
- Улица Ф. К. Князева
- Улица Кавалера Ордена мужества Малинникова
- Улица Мостостроителей
- Улица Родькина
- Улица Сергея Сущенко
- Улица Терентия Мальцева
- Улица Фарафонова

### Общественный транспорт
- автобусы (маршруты 7, 28, 33, 36, 51, 54, 55, 56, 57, 58, 65, 71, 73, 74, 76, 77, 93, 94, 97, 304, 309, 316, 360).
- троллейбусы (в 2015 году движение прекращено, линия демонтирована).

### Железнодорожные станции и остановки
- Остановочный пункт «Платформа 352 км»

## Торговля
На территории жилого района расположено большое количество магазинов, есть супермаркеты известных торговых сетей («Метрополис», «Магнит», «Монетка»). 2 августа 2012 года открыт первый в Курганской области «Семейный гипермаркет «Магнит», расположенный в 4-м микрорайоне. До их строительства крупнейшей торговой точкой был Первомайский рынок, расположенный в 3-м микрорайоне (ныне «Пятёрочка»). В 2017 году был открыт ТРЦ «Стрекоза», в котором есть кинотеатр «Клумба Синема».